# Armen Shahgeldian
Armen Shahgeldian (en Արմեն Անդրանիկի Շահգելդյան), né le 28 août 1973 à Erevan,  en Arménie, est un footballeur international arménien, aujourd'hui devenu entraîneur. 
Il est le père du footballeur arménien Andranik Shahgeldian.

## Carrière

### En club
Après un début de carrière en Arménie où il remporte ses premiers trophées, il s'expatrie plusieurs années ; d'abord en Ukraine, au Tchernomorets Odessa, puis en Israël, au Hapoël Petah-Tikvah. Viendra alors le point d'orgue de sa carrière à l'étranger, lorsqu'il jour en Suisse à Lausanne, il dispute avec ce club une finale de Coupe de Suisse, trophée qu'il remportera l'année suivante en 2000. Cette même année, il est également vice-champion de Suisse. Suivront ensuite deux autres expériences en clubs, à l'étranger : en Russie puis à Chypre avec le club de Nea Salamina Famagouste. De retour en Arménie, il termine sa carrière en club, au Mika Ashtarak, club avec lequel, il gagne deux autres coupes nationales. Après l'arrêt de sa carrière de joueur, il intègre le staff technique du Mika Ashtarak.

### En sélection
Armen Shahgeldian commence sa carrière internationale lors du premier match de l'histoire de l'équipe d'Arménie de football, le 14 octobre 1992, au Stade Hrazdan de Erevan lors de la rencontre entre l'Arménie et la Moldavie participant ainsi, à cet événement fondateur de l'histoire du sport arménien.

#### Ses buts en sélection
Les 6 buts en sélection nationale d'Armen Shahgeldian
| But | Date             | Lieu               | Adversaire | Résultat | Compétition                       |
| --- | ---------------- | ------------------ | ---------- | -------- | --------------------------------- |
| 1.  | 10 mai 1995      | Erevan             | Macédoine  | 2-2      | Éliminatoires Euro 1996           |
| 2.  | 6 août 1995      | Skopje             | Macédoine  | 2-1      | Éliminatoires Euro 1996           |
| 3.  | 8 septembre 1999 | Erevan             | France     | 2-3      | Éliminatoires Euro 2000           |
| 4.  | 9 octobre 1999   | Andorre-la-Vieille | Andorre    | 3-0      | Éliminatoires Euro 2000           |
| 5.  | 7 juin 2002      | Andorre-la-Vieille | Andorre    | 2-0      | Match amical                      |
| 6.  | 9 octobre 2004   | Helsinki           | Finlande   | 1-3      | Éliminatoires Coupe du monde 2006 |

NB : Les scores sont affichés sans tenir compte du sens conventionnel en cas de match à l'extérieur (Arménie-Adversaire)

### Carrière d'entraîneur
Après l'arrêt de sa carrière de joueur en 2007, il intègre le staff technique du Mika Ashtarak, entraînant notamment l'équipe réserve. 
Depuis 2010, il est l'entraîneur de l'équipe première du Mika Ashtarak.

## Palmarès
En Arménie

- Avec Ararat Erevan
  - Champion d'Arménie en 1993.
  - Vainqueur de la Coupe d'Arménie en 1993, 1994 et 1995.
- Avec le FC Pyunik Erevan
  - Champion d'Arménie en 1996 et 1997.
  - Vainqueur de la Supercoupe d'Arménie en 1997.
- Avec le Mika Ashtarak
  - Vainqueur de la Coupe d'Arménie en 2003 et 2006.
  - Vainqueur de la Supercoupe d'Arménie en 2005.

En Suisse

- Avec le FC Lausanne-Sport
  - Vainqueur de la Coupe de Suisse en 2000.
  - Finaliste de la Coupe de Suisse en 1999.
  - Vice-champion de Suisse en 2000.

### Récompenses individuelles
Il obtient deux fois la récompense de Footballeur arménien de l'année en 1993 et 2006.